# Mouïa
La Mouïa (en russe : Муя) est une rivière de Russie qui coule en république autonome de Bouriatie en Sibérie orientale. C'est un affluent du Vitim en rive gauche, donc un sous-affluent de la Léna.

## Géographie
Le bassin versant de la Mouïa a une superficie de 11 900 km2 (surface de taille équivalente à deux départements français).
Son débit moyen à l'embouchure est de 130 m3/s. 
La Mouïa prend naissance à 1.700 mètres d'altitude sur le flanc sud de la chaîne 
montagneuse Severomouisk (altitude maximale de 2500 m) qui fait partie du système des 
monts Stanovoï. Peu après sa naissance, la rivière prend la direction du nord-est. Arrivée au niveau de la localité d'Oulan Makit, elle s'oriente franchement vers l'est. Une centaine de kilomètres plus loin, elle se jette dans le Vitim un peu en amont de la petite ville de Mouïa, 20 kilomètres avant le point de confluence de la Kouanda.   
La Mouïa est navigable pour des petites embarcations, sur une longueur de 70 kilomètres, en amont de sa confluence avec le Vitim, jusqu'à Taksimo.

## Affluents
Le Mouïakan lui donne ses eaux en rive gauche.

## Villes traversées
La petite ville de Taksimo a connu ces dernières décennies une croissance importante liée à l'arrivée de la ligne ferroviaire du Baikal Amour Magistral ou BAM, dont elle constitue l'extrémité de la partie électrifiée (c'est-à-dire la partie ouest de la voie ferrée, entre Taïchet et Taksimo). 

### La Mouïa et la Magistrale Baikal-Amour
La Mouïa est franchie par la voie ferrée Magistrale Baïkal-Amour (ou BAM) à Oulan-Makit, une dizaine de kilomètres à l'ouest de la ville de Taksimo.
À l'ouest, la ligne s'engage dans la vallée du Mouïakan en direction du tunnel Severomouïski qui donne accès au bassin du lac Baïkal (bassin versant de l'Angara supérieure).
À l'est, la Magistrale franchit le Vitim puis s'engage dans la vallée du Sioulban, et de là dans celle de la Tchara, grand affluent de l'Olekma.

## Hydrométrie - Les débits mensuels à Taksimo
Le débit de la Mouïa a été observé pendant 26 ans (de 1965 à 1990) à Taksimo, petite ville située à 72 kilomètres de son embouchure avec le Vitim. 
Le débit inter annuel moyen ou module observé à Taksimo sur cette période était de 113 m3/s pour une surface de drainage de 9 900 km2, soit plus de 83 % du bassin versant de la rivière qui en compte 11 900.
La lame d'eau écoulée dans ce bassin versant se monte ainsi à 359 millimètres par an, ce qui peut être considéré comme élevé, et correspond aux mesures effectuées sur d'autres cours d'eau de la région. 
Rivière alimentée en partie par la fonte des neiges, mais aussi par les pluies d'été et d'automne, la Mouïa est un cours d'eau de régime nivo-pluvial. 
Les hautes eaux se déroulent du printemps au début de l'automne, de juin à septembre, avec un sommet en juin et juillet, ce qui correspond au dégel et à la fonte des neiges, surtout celles des sommets du bassin. En août, le débit baisse, et cette baisse se poursuit tout au long du reste de l'année. En novembre-décembre, le débit chute, ce qui constitue le début de la période des basses eaux, laquelle a lieu de novembre à avril inclus. Cette saison de basses eaux correspond aux importantes gelées qui envahissent toute la Sibérie, et qui sont particulièrement intenses sur les montagnes du bassin de la Léna. 
Le débit moyen mensuel observé en mars (minimum d'étiage) est de 19,9 m3/s, soit 5,5 % du débit moyen du mois de juin (344 m3/s), ce qui souligne l'amplitude importante des variations saisonnières.
Sur la durée d'observation de 26 ans, le débit mensuel minimal a été de 9,41 m3/s en février 1988, tandis que le débit mensuel maximal s'élevait à 626 m3/s en juillet 1980.
En ce qui concerne la période estivale, libre de glaces (de juin à septembre inclus), le débit mensuel minimal observé a été de 76,2 m3/s en juillet 1987, ce qui restait abondant. 

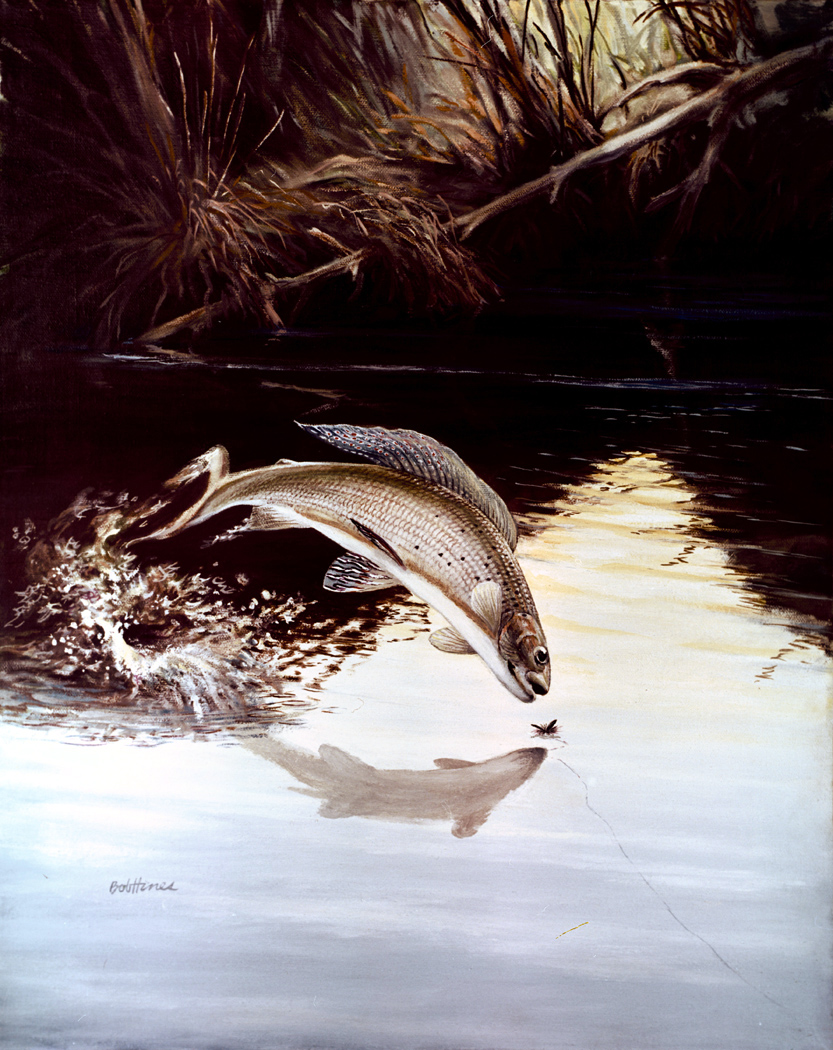
Ombre arctique (Thymallus arcticus)

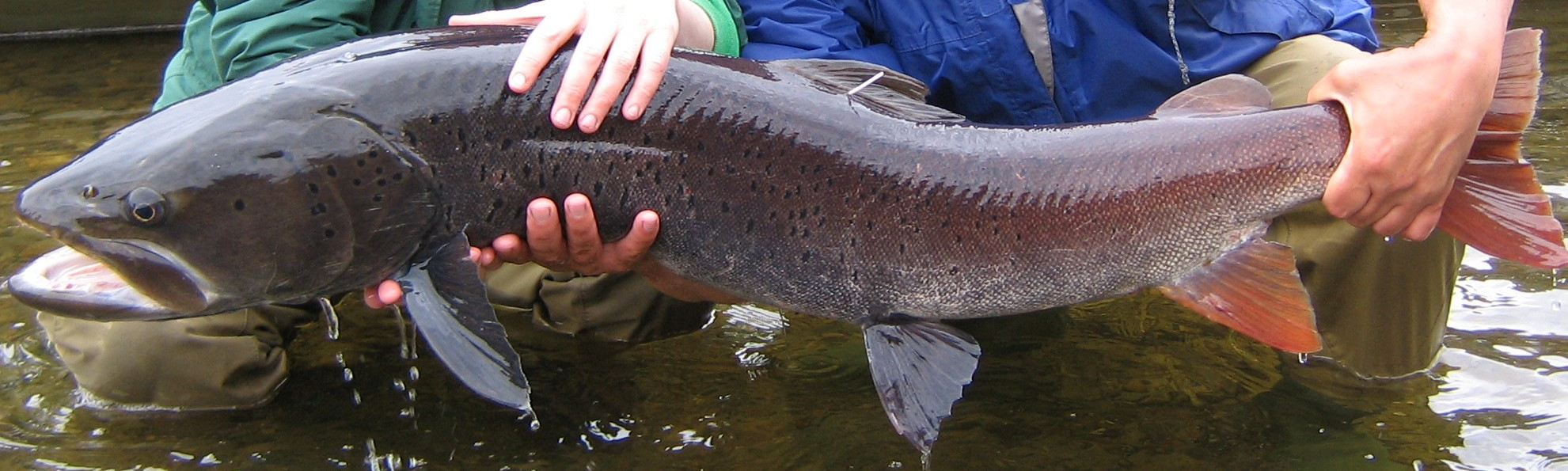
Hucho taimen ou saumon de Sibérie

## Faune
Les poissons sont abondants dans la rivière et dans ses affluents. On y trouve notamment l'hucho taimen ou saumon de Sibérie, l'ombre arctique, des corégones tels le corégone tougoun. 